# Санто Доминго Тевантепек (Санто Доминго Тевантепек, Оахака)
Санто Доминго Тевантепек (шп. Santo Domingo Tehuantepec) насеље је у Мексику у савезној држави Оахака у општини Санто Доминго Тевантепек. Насеље се налази на надморској висини од 50 м.

## Становништво
Према подацима из 2010. године у насељу је живело 42082 становника.

### Хронологија
| Година       | 2000                  | 2005                  | 2010                  |
| ------------ | --------------------- | --------------------- | --------------------- |
| Становништво | 37068 (17908 / 19160) | 39529 (19074 / 20455) | 42082 (20350 / 21732) |

### Попис
| \| \| м \| \| \| ж \| \| 0—2 \| 1.080 \| \| \| 1.050 \| \| 3—5 \| 1.255 \| \| \| 1.133 \| \| 6—11 \| 2.403 \| \| \| 2.246 \| \| 12—14 \| 1.110 \| \| \| 1.171 \| \| 15—17 \| 1.190 \| \| \| 1.267 \| \| 18—24 \| 2.454 \| \| \| 2.545 \| \| 60+ \| 2.059 \| \| \| 2.338 \| \| Просек : \| 29,7 \| \| \| 31,0 \| |       |  |  |       |
| |       |  |  |       |
| | м     |  |  | ж     |
| 0—2 | 1.080 |  |  | 1.050 |
| 3—5 | 1.255 |  |  | 1.133 |
| 6—11 | 2.403 |  |  | 2.246 |
| 12—14 | 1.110 |  |  | 1.171 |
| 15—17 | 1.190 |  |  | 1.267 |
| 18—24 | 2.454 |  |  | 2.545 |
| 60+ | 2.059 |  |  | 2.338 |
| Просек : | 29,7  |  |  | 31,0  |

| #   | Индикатор                                                                                        | Вредност |
| --- | ------------------------------------------------------------------------------------------------ | -------- |
| 1   | Становништво од 0 до 2 године                                                                    | 2130     |
| 2   | Мушко становништво од 0 до 2 године                                                              | 1080     |
| 3   | Женско становништво од 0 до 2 године                                                             | 1050     |
| 4   | Становништво са 3 и више година                                                                  | 39631    |
| 5   | Мушко становништво са 3 и више година                                                            | 19110    |
| 6   | Женско становништво са 3 и више година                                                           | 20521    |
| 7   | Становништво са 5 и више година                                                                  | 38008    |
| 8   | Мушко становништво са 5 и више година                                                            | 18272    |
| 9   | Женско становништво са 5 и више година                                                           | 19736    |
| 10  | Становништво са 12 и више година                                                                 | 32594    |
| 11  | Мушко становништво са 12 и више година                                                           | 15452    |
| 12  | Женско становништво са 12 и више година                                                          | 17142    |
| 13  | Становништво са 15 и више година                                                                 | 30313    |
| 14  | Мушко становништво са 15 и више година                                                           | 14342    |
| 15  | Женско становништво са 15 и више година                                                          | 15971    |
| 16  | Становништво са 18 и више година                                                                 | 27856    |
| 17  | Мушко становништво са 18 и више година                                                           | 13152    |
| 18  | Женско становништво са 18 и више година                                                          | 14704    |
| 19  | Становништво од 3 до 5 година                                                                    | 2388     |
| 20  | Мушко становништво од 3 до 5 година                                                              | 1255     |
| 21  | Женско становништво од 3 до 5 година                                                             | 1133     |
| 22  | Становништво од 6 до 11 година                                                                   | 4649     |
| 23  | Мушко становништво од 6 до 11 година                                                             | 2403     |
| 24  | Женско становништво од 6 до 11 година                                                            | 2246     |
| 25  | Становништво од 8 до 14 година                                                                   | 5358     |
| 26  | Мушко становништво од 8 до 14 година                                                             | 2725     |
| 27  | Женско становништво од 8 до 14 година                                                            | 2633     |
| 28  | Становништво од 12 до 14 година                                                                  | 2281     |
| 29  | Мушко становништво од 12 до 14 година                                                            | 1110     |
| 30  | Женско становништво од 12 до 14 година                                                           | 1171     |
| 31  | Становништво од 15 до 17 година                                                                  | 2457     |
| 32  | Мушко становништво од 15 до 17 година                                                            | 1190     |
| 33  | Женско становништво од 15 до 17 година                                                           | 1267     |
| 34  | Становништво од 18 до 24 године                                                                  | 4999     |
| 35  | Мушко становништво од 18 до 24 године                                                            | 2454     |
| 36  | Женско становништво од 18 до 24 године                                                           | 2545     |
| 37  | Женско становништво од 15 до 49 година                                                           | 11526    |
| 38  | Становништво са 60 и више година                                                                 | 4397     |
| 39  | Мушко становништво са 60 и више година                                                           | 2059     |
| 40  | Женско становништво са 60 и више година                                                          | 2338     |
| 41  | Однос између мушкараца и жена                                                                    | 93.64    |
| 42  | Становништво од нуле до 14 година                                                                | 11448    |
| 43  | Становништво од 15 до 64 године                                                                  | 27264    |
| 44  | Становништво од 65 година и више                                                                 | 3049     |
| 45  | Просечан број деце                                                                               | 2.29     |
| 46  | Становништво рођено у ентитету                                                                   | 38638    |
| 47  | Мушко становништво рођено у ентитету                                                             | 18636    |
| 48  | Женско становништво рођено у ентитету                                                            | 20002    |
| 49  | Становништво рођено у другом ентитету                                                            | 2982     |
| 50  | Мушко становништво рођено у другом ентитету                                                      | 1481     |
| 51  | Женско становништво рођено у другом ентитету                                                     | 1501     |
| 52  | Становништво од 5 година и више резидентно у ентитету у јуну 2005. године                        | 36602    |
| 53  | Мушко становништво старосног доба од 5 година и више, резидентно у ентитету у јуну 2005. године  | 17495    |
| 54  | Женско становништво старосног доба од 5 и више година, резидентно у ентитету у јуну 2005. године | 19107    |
| 55  | Становништво од 5 година и више које је живело у другом ентитету у јуну 2005. године             | 1140     |
| 56  | Мушко становништво старије од 5 година које је живело у другом ентитету у јуну 2005. године      | 600      |
| 57  | Женско становништво старије од 5 година које је живело у другом ентитету у јуну 2005. године     | 540      |
| 58  | Становништво од 3 године и више које говори аутохтони језик                                      | 3799     |
| 59  | Мушко становништво старо 3 године и више које говори аутохтони језик                             | 1857     |
| 60  | Женско становништво старо 3 године и више које говори аутохтони језик                            | 1942     |
| 61  | Становништво од 3 године и више које говори аутохтони језик и не говори шпански језик            | 74       |
| 62  | Мушко становништво старо 3 године и више које говори аутохтони језик и не говори шпански         | 29       |
| 63  | Женско становништво старо 3 године и више које говори аутохтони језик и не говори шпански језик  | 45       |
| 64  | Становништво старо 3 године и више које говори аутохтони језик и шпански                         | 3594     |
| 65  | Мушко становништво старо 3 године и више које говори аутохтони језик и шпански                   | 1771     |
| 66  | Женско становништво старо 3 године и више које говори аутохтони језик и шпански                  | 1823     |
| 67  | Становништво од 5 година и више које говори аутохтони језик                                      | 3778     |
| 68  | Становништво од 5 година и више које говори аутохтони језик и не говори шпански језик            | 72       |
| 69  | Становништво од 5 година и више које говори аутохтони језик и говори шпански језик               | 3576     |
| 70  | Становништво у домородачким домаћинствима                                                        | 8634     |
| 71  | Становништво са ограничењима у активностима                                                      | 1735     |
| 72  | Становништво са ограниченим ходањем или кретањем, горе или доле                                  | 956      |
| 73  | Становници са ограничењима вида, чак и уз кориштење сочива                                       | 503      |
| 74  | Становништво са ограничењима говора, комуникације или конверзације                               | 149      |
| 75  | Становништво са ограниченим слухом                                                               | 154      |
| 76  | Становништво са ограничењима при одевању, купању или јелу                                        | 70       |
| 77  | Становништво са ограничењима у опажању или учењу једноставних ствари                             | 56       |
| 78  | Становништво са менталним ограничењима                                                           | 156      |
| 79  | Становништво без ограничења активности                                                           | 39852    |
| 80  | Становништво од 3 до 5 година које не похађа школу                                               | 875      |
| 81  | Мушко становништво од 3 до 5 година које не похађа школу                                         | 437      |
| 82  | Женско становништво од 3 до 5 година које не похађа школу                                        | 438      |
| 83  | Становништво од 6 до 11 година које не похађа школу                                              | 128      |
| 84  | Мушко становништво од 6 до 11 година које не похађа школу                                        | 72       |
| 85  | Женско становништво од 6 до 11 година које не похађа школу                                       | 56       |
| 86  | Становништво од 12 до 14 година које не похађа школу                                             | 122      |
| 87  | Мушко становништво од 12 до 14 година које не похађа школу                                       | 64       |
| 88  | Женско становништво од 12 до 14 година које не похађа школу                                      | 58       |
| 89  | Становништво од 15 до 17 година похађа школу                                                     | 1875     |
| 90  | Мушко становништво од 15 до 17 година похађа школу                                               | 883      |
| 91  | Женско становништво између 15 и 17 година живота у школи                                         | 992      |
| 92  | Становништво од 18 до 24 године похађа школу                                                     | 1651     |
| 93  | Мушко становништво од 18 до 24 године похађа школу                                               | 859      |
| 94  | Женско становништво од 18 до 24 године похађа школу                                              | 792      |
| 95  | Становништво од 8 до 14 година које не може да чита и пише                                       | 200      |
| 96  | Мушко становништво старосног доба од 8 до 14 година које не може да чита и пише                  | 120      |
| 97  | Женско становништво старосног доби од 8 до 14 година које не може да чита и пише                 | 80       |
| 98  | Становништво од 15 година и више које је неписмено                                               | 3080     |
| 99  | Мушко становништво од 15 година и више које је неписмено                                         | 980      |
| 100 | Женско становништво од 15 година и више које је неписмено                                        | 2100     |
| 101 | Становништво старо 15 и више година без школовања                                                | 3191     |
| 102 | Мушко становништво старо 15 и више година без школовања                                          | 1081     |
| 103 | Женско становништво старо 15 и више година без школовања                                         | 2110     |
| 104 | Становништво старосног доба 15 и више година са непотпуним основним образовањем                  | 3879     |
| 105 | Мушко становништво старосног доба од 15 година и више са непотпуном основним образовањем         | 1704     |
| 106 | Женско становништво старосног доба 15 и више година са непотпуном основним образовањем           | 2175     |
| 107 | Становништво старо 15 и више година са комплетним основним образовањем                           | 4360     |
| 108 | Мушко становништво старо 15 година и више са комплетним основним образовањем                     | 1959     |
| 109 | Женско становништво старо 15 и више година са комплетним основним образовањем                    | 2401     |
| 110 | Становништво старосног доба 15 и више година са непотпуним средњим образовањем                   | 1472     |
| 111 | Мушко становништво старосног доба од 15 година и више са непотпуним средњим образовањем          | 802      |
| 112 | Женско становништво старосног доба од 15 година и више са непотпуним средњим образовањем         | 670      |
| 113 | Становништво старо 15 и више година са пуним секундарном образовањем                             | 6178     |
| 114 | Мушко становништво старосног доба од 15 година и више са пуним секундарном образовањем           | 2977     |
| 115 | Женско становништво старосног доба од 15 година и више са пуним секундарном образовањем          | 3201     |
| 116 | Становништво старије од 18 година са постосновним образовањем                                    | 10319    |
| 117 | Мушко становништво старије од 18 година са постосновним образовањем                              | 5408     |
| 118 | Женско становништво старије од 18 година са постосновним образовањем                             | 4911     |
| 119 | Просечна оцена школовања                                                                         | 8.37     |
| 120 | Просечан ниво образовања мушке популације                                                        | 8.9      |
| 121 | Просечан ниво образовања женског становништва                                                    | 7.89     |
| 122 | Економски активно становништво                                                                   | 16736    |
| 123 | Економски активна мушка популација                                                               | 10921    |
| 124 | Економски активна женска популација                                                              | 5815     |
| 125 | Становништво које није економски активно                                                         | 15714    |
| 126 | Мушко становништво које није економски активно                                                   | 4448     |
| 127 | Женско становништво које није економски активно                                                  | 11266    |
| 128 | Запослено становништво                                                                           | 15787    |
| 129 | Запослено мушко становништво                                                                     | 10131    |
| 130 | Запослено женско становништво                                                                    | 5656     |
| 131 | Незапослена популација                                                                           | 949      |
| 132 | Незапослена мушка популација                                                                     | 790      |
| 133 | Незапослена женска популација                                                                    | 159      |
| 134 | Становништво без права на здравствене услуге                                                     | 13959    |
| 135 | Становништво које има право на здравствене услуге                                                | 27749    |
| 136 | Становништво које има право на ИМСС                                                              | 6364     |
| 137 | Становништво које има право на социјално осигурање                                               | 5006     |
| 138 | Становништво које има право на државно социјално осигурање                                       | 42       |
| 139 | Становништво које има право на опште осигурање или здравствено осигурање за нову генерацију      | 12687    |
| 140 | Становништво које је било једном или није било у браку током 12 година и више                    | 11307    |
| 141 | Венчано или уједињено становништво од 12 година и више                                           | 17716    |
| 142 | Становништво које је било у браку или уједињено 12 година и више                                 | 3543     |
| 143 | Становништво са католичком религијом                                                             | 32250    |
| 144 | Протестанти, еванђелисти и библијски следбеници различити од еванђелиста                         | 6086     |
| 145 | Становништво са другим религијама различитим од претходних                                       | 29       |
| 146 | Становништво без религије                                                                        | 3213     |
| 147 | Укупно пописаних домаћинства                                                                     | 10758    |
| 148 | Пописна домаћинства на челу са мушкарцима                                                        | 7691     |
| 149 | Пописна домаћинства на челу са женама                                                            | 3067     |
| 150 | Становништво у пописним домаћинствима                                                            | 41337    |
| 151 | Становништво у пописним домаћинствима на челу са мушкарцима                                      | 30861    |
| 152 | Становништво у пописним домаћинствима на челу са женама                                          | 10476    |
| 153 | Укупно домаћинстава                                                                              | 13195    |
| 154 | Укупно насељених домаћинстава                                                                    | 10869    |
| 155 | Укупно приватних кућа                                                                            | 13084    |
| 156 | Насељени приватни домови                                                                         | 10758    |
| 157 | Укупно насељених приватних кућа                                                                  | 10864    |
| 158 | Ненасељене приватне куће                                                                         | 1715     |
| 159 | Појединачна домаћинства за привремену употребу                                                   | 611      |
| 160 | Становници у насељеним приватним кућама                                                          | 41337    |
| 161 | Насељеност станара у приватним становима                                                         | 3.84     |
| 162 | Просечно становника по соби у приватним насељеним домаћинствима                                  | 1.3      |
| 163 | Појединачна домаћинства са подовима од различитих материјала од земље                            | 9138     |
| 164 | Појединачна домаћинства у приземљу                                                               | 1591     |
| 165 | Појединачна домаћинства са једном спаваћом собом                                                 | 5110     |
| 166 | Појединачна домаћинства са две спаваће собе и више                                               | 5609     |
| 167 | Појединачна домаћинства са једним собом                                                          | 1874     |
| 168 | Појединачна домаћинства са две собе                                                              | 2832     |
| 169 | Појединачна домаћинства са 3 собе и више                                                         | 6005     |
| 170 | Појединачна домаћинства која имају електрично светло                                             | 10481    |
| 171 | Појединачна домаћинства која немају електрично светло                                            | 253      |
| 172 | Појединачна домаћинства која имају водоводну воду у стамбеном простору                           | 10210    |
| 173 | Појединачна домаћинства која немају водоводну воду у стамбеном простору                          | 514      |
| 174 | Појединачна домаћинства која имају тоалет                                                        | 10463    |
| 175 | Појединачна домаћинства која имају канализацију                                                  | 10496    |
| 176 | Појединачна домаћинства која немају канализацију                                                 | 229      |
| 177 | Појединачна домаћинства која имају електрично светло, довод воде из јавне мреже и канализацију   | 9983     |
| 178 | Појединачна домаћинства без икаквих услова                                                       | 392      |
| 179 | Појединачна домаћинства која имају радио                                                         | 8297     |
| 180 | Појединачна домаћинства која имају телевизор                                                     | 9702     |
| 181 | Појединачна домаћинства која имају фрижидер                                                      | 8657     |
| 182 | Појединачна домаћинства која имају машину за веш                                                 | 5925     |
| 183 | Појединачна домаћинства која имају аутомобил или комби                                           | 2733     |
| 184 | Појединачна домаћинства која имају рачунар                                                       | 2014     |
| 185 | Појединачна домаћинства која имају фиксну телефонску линију                                      | 2163     |
| 186 | Појединачна домаћинства која имају мобилни телефон                                               | 7016     |
| 187 | Појединачна домаћинства која имају приступ интернету                                             | 1002     |
| 188 | Величина локације                                                                                | 9        |